# 三重銀行
株式会社三重銀行（みえぎんこう、英語: THE MIE BANK, LTD.）は、かつて存在した三十三フィナンシャルグループ（三十三FG）傘下の地方銀行である。三重県四日市市に本店を置いていた。2021年5月1日に第三銀行と合併し、三十三銀行となった。

## 概要
昭和恐慌の際に住友銀行の支援を受けて以降、同行の親密先とし、歴代頭取や役員の多くは同行出身者だった。営業エリア内にローンプラザを設置し、住宅ローンの年増率が地銀のなかで最も高かった。
三重県のほか愛知県名古屋市を中心に店舗を展開。ほか大阪市と東京都に店舗を構えていた。四日市市の指定金融機関であった。

## 沿革
四日市銀行として設立された後、大正時代には地元出身で「東海の飛将軍」と称された熊沢一衛の下で業績を大きく伸ばした。しかし熊沢が社長を兼任した伊勢電気鉄道（現在の近鉄名古屋線）の名古屋延伸に伴い関西本線の木曽川、長良川・揖斐川旧鉄橋の払い下げに係わる五私鉄疑獄事件を引き起こし、頭取を辞職した。又伊勢電気鉄道等への過剰投資が原因で、1932年（昭和7年）には破綻状態に陥った。その後参宮急行電鉄（伊勢電気鉄道を吸収合併）等が整理・再建を果たし、1939年（昭和14年）に三重銀行と改称した。

### 年表
- 1895年（明治28年）11月15日 株式会社四日市銀行として設立[1]。
- 1919年（大正8年）3月10日 山田銀行を合併。
- 1921年（大正10年）10月12日 河曲銀行を合併。
- 1922年（大正11年）3月6日 員弁銀行を合併。
- 1927年（昭和2年）3月15日 津農商銀行を合併。
- 1927年（昭和2年）5月20日 小津銀行を合併。
- 1928年（昭和3年）6月30日 四日市貯蓄銀行を合併。
- 1929年（昭和4年） 熊沢一衛頭取が五私鉄疑獄事件に連座する。
- 1932年（昭和7年）4月 伊勢電気鉄道への過剰投資の失敗により取り付け騒ぎを起こし、休業する。
- 1939年（昭和14年）12月 株式会社三重銀行に商号を変更する。
- 1945年（昭和20年）4月1日 伊賀農商銀行を合併。
- 1986年（昭和61年）11月 名古屋証券取引所第二部に上場する。
- 1988年（昭和63年）9月 名古屋証券取引所第一部に上場する。
- 1996年（平成8年）12月 東京証券取引所第一部に上場する。
- 1998年（平成10年）7月6日 新本店において営業開始。
- 2014年（平成26年）3月31日 - 連結子会社である三重銀モーゲージサービス及び三重銀オフィスサポートを解散。
- 2016年（平成28年）3月31日 - 連結子会社である三重銀ビジネスサービス株式会社の解散を決議。
- 2017年（平成29年）
  - 2月28日 - 第三銀行と経営統合することで基本合意[3][4][5]。
  - 9月15日 - 第三銀行と経営統合に関する最終契約を締結[6]。
- 2018年（平成30年）
  - 3月28日 - 東京証券取引所第一部及び名古屋証券取引所第一部の上場廃止。
  - 4月2日 - 第三銀行との共同株式移転により、持株会社である株式会社三十三フィナンシャルグループを設立し、同社の完全子会社となる[7][8]。
- 2021年（令和3年）5月1日 - 第三銀行と合併し、三十三銀行となる。存続会社は第三銀行で、三重銀行は法人としては消滅。なお本店は三重銀行と同じ四日市市に置かれた[9]。

## 情報処理システム
2009年（平成21年）をめどに約35億円を投じて勘定系システム刷新を予定していたが、構築の遅れから延期され、翌年5月6日、BankingWeb21が稼働となった。

## キャラクター
「ミミックマイク」というサンリオのキャラクターを採用した。

## 関係会社

### 連結子会社
- 三重銀総合リース株式会社
- 株式会社三重銀カード
- 三重銀信用保証株式会社
- 三重銀コンピュータサービス株式会社
- 株式会社三重銀総研

## ギャラリー

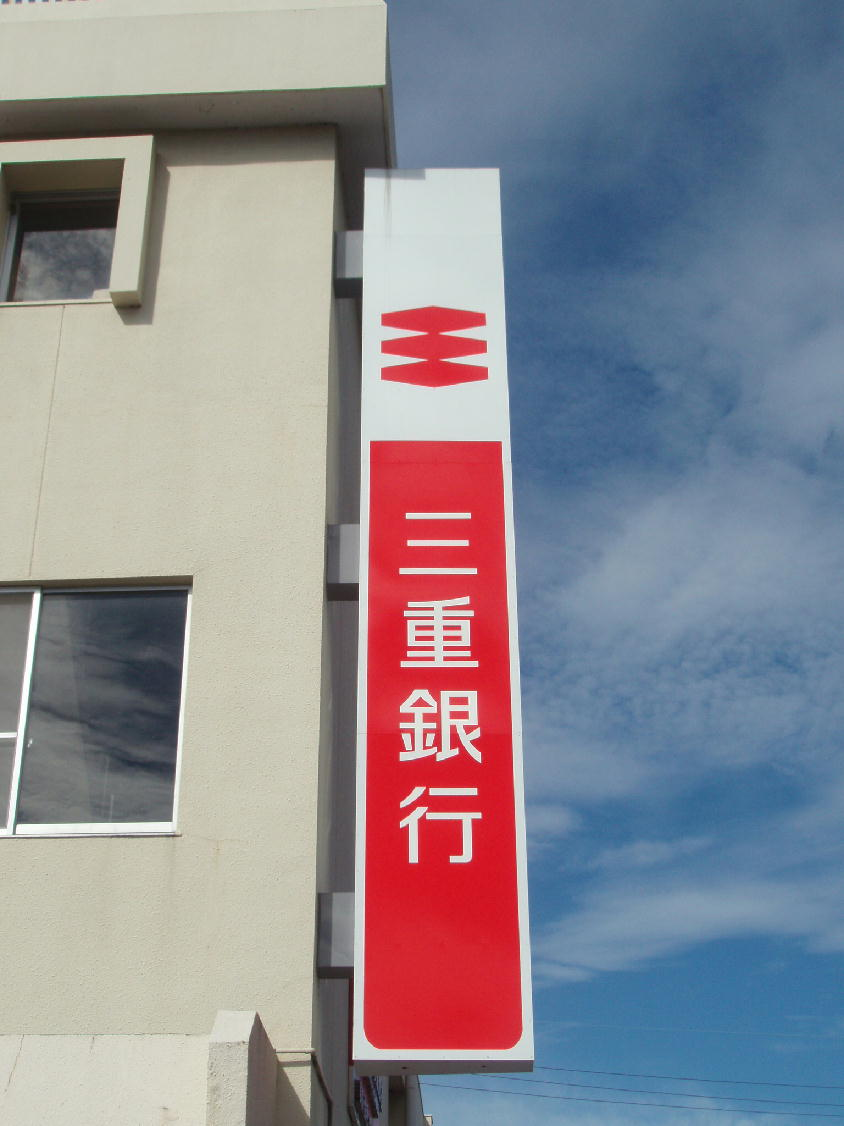
屋外看板
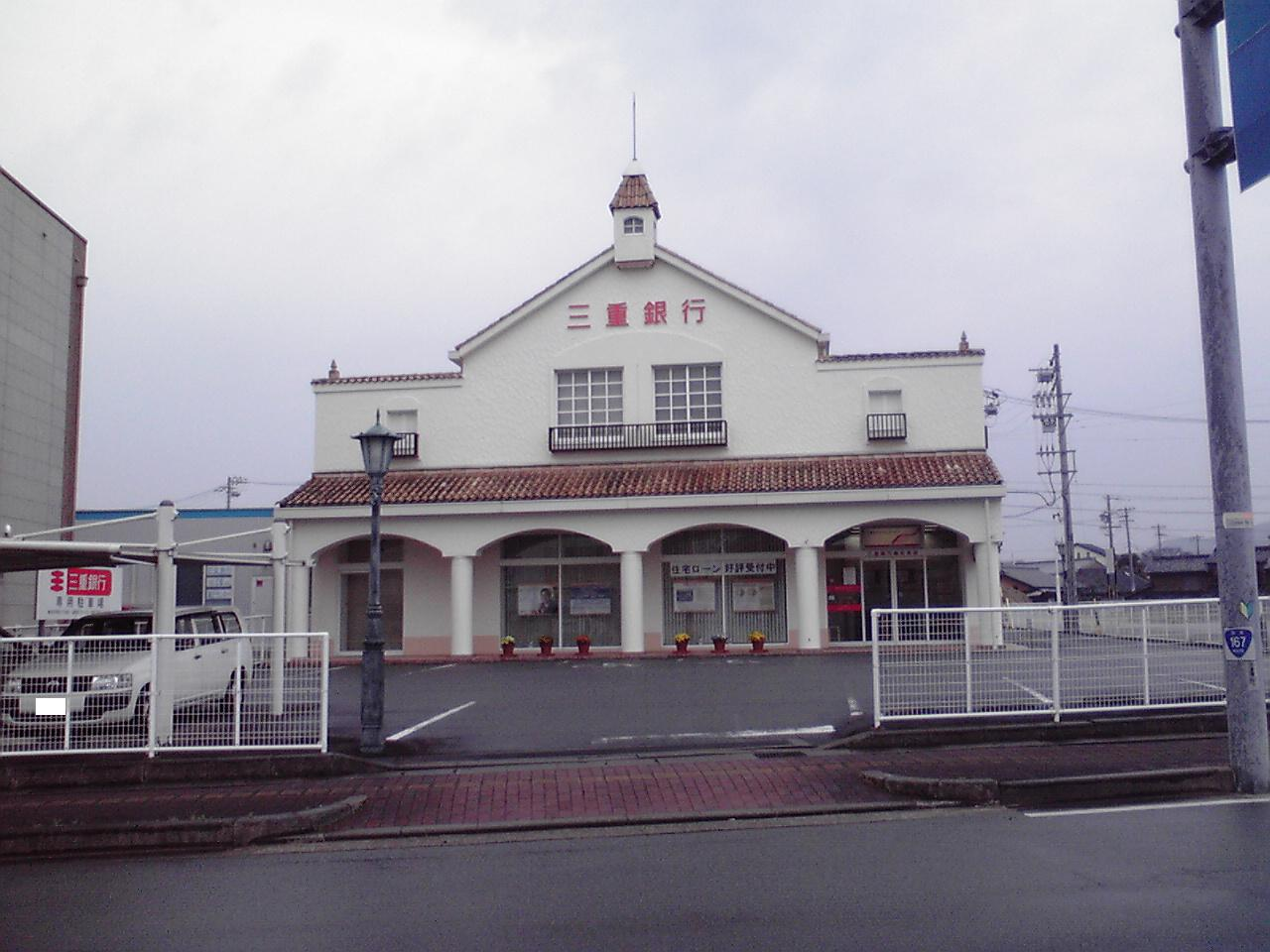
鵜方支店

### 注
1. ↑  但し現在は参宮急行電鉄の後身である近畿日本鉄道（近鉄グループホールディングス）と三重銀行の関係は薄く、むしろ同じ三重県地盤の百五銀行との関係が近くなっている（同銀行と近鉄グループが提携してクレジットカード「百五銀行の105 BESTIO KIPS」を発行する等）。